# Антониадис-Бибику, Элен
Эле́н Антониа́дис-Биби́ку (фр. Hélène Antoniadis-Bibicou, греч. Ελένη Αντωνιάδη - Μπιμπίκου, 21 июля 1923 года, Афины — 13 июня 2017 года, Афины) —  французская исследовательница, историк-византинист. Член Comité français des études byzantines (CFEB).

## Биография
Родилась 21 июля 1923 года в Афинах.
Во время диктатуры Метаксаса вступила в Федерацию коммунистической молодёжи Греции (OKNE), молодёжную организацию Коммунистической партии Греции. Во время оккупации Греции странами «оси» вступила в Национально-освободительный фронт Греции (ΕΑΜ). Была одной из основательниц пирейской организации Единой всегреческой организации молодёжи (ΕΠΟΝ). Писала в подпольной газете Νέα Γενιά.
В 1945 году окончила Афинский университет, где училась на кафедре истории и археологии и встретилась с византистом Дионисиосом Закитиносом.
После окончания Второй мировой войны участвовала в создании Французско-греческого студенческого союза (Union Franco-Hellénique des Jeunes). Получила при поддержке эллиниста Октавия Мерлье, директора Французского института в Афинах (IFG) стипендию французского правительства, которая позволила ей бежать от Гражданской войны в Греции и поселиться в Париже в 1947 году.
В 1951 году, будучи студенткой IV-ой секции (филологических и исторических наук) Практической школы высших исследований (EPHE), вступила в Национальный центр научных исследований (CNRS). С 1955 года посещала семинары византиниста Поля Лемерля вместе с греками Никосом Звороносом и Элени Гликадзи-Арвелер. Затем присоединилась к знаменитой VI-й секции (экономических и социальных наук) EPHE историка Фернана Броделя (с 1975 года — Высшая школа социальных наук, EHESS), которая оказала на неё большое влияние. С 1965 года в течение 30 лет вела семинар «Экономическая и социальная история Византии и современной Греции» (Histoire économique et sociale de Byzance et de la Grèce moderne).
Изучала военные конфликты с участием византийского флота, особое внимание при этом уделяя его развитию и императорской политике в отношении флота.
В 1963 году опубликовала монографию Recherches sur les douanes à Byzance в серии Cahiers des Annales о византийских таможнях и таможенных сборах. Привлекла печати для восстановления истории византийских таможен и торговли.
Приняла участие в первом двустороннем франко-советском коллоквиуме по проблемам византиноведения 5—6 ноября 1979 года в Париже.
В период диктатуры «чёрных полковников» избирается генеральным секретарём движения «Греко-французского движения за свободную Грецию» (Mouvement gréco-français pour une Grèce libre), которое возглавляет Ролан Дюма.
Муж — Aнтуан Антониадис (Antoine Antoniadis, Αντώνης Αντωνιάδης) был парижским корреспондентом «Ризоспастис», афинской ежедневной газеты Коммунистической партии Греции. После его смерти в 1983 году, Элен Антониадис-Бибику стала парижским корреспондентом «Ризоспастис» до 1991 года.
Умерла в Афинах 13 июня 2017 года в возрасте 93 лет. Похоронена на кладбище Зографу (Νεκροταφείο Ζωγράφου) в Зографосе в субботу, 17 июня 2017 года.

## Публикации на русском языке
- Антониадис-Бибику Э., Гийу А. Византийская и поствизантийская сельская община // Византийский временник. — 1988. — Т. 49 (74). — С. 24—39.